# Campeonato Amateur de Guayaquil 1934
El Campeonato Amateur de Guayaquil de 1934, más conocido como Liga de Guayaquil 1934, fue la 13.ª edición de los torneos amateurs del Guayas y fue organizado por la FEDEGUAYAS.
Para este torneo se coronaría ganador del torneo por primera vez el cuadro de Daring aunque fuera goleado por 6-1 ante Italia en la penúltima fecha logró ser campeón al ganarle a Athletic de Guayaquil por marcador de 2-1, durante el torneo se marcaría un total de 144 goles siendo el cuadro más goleador el Panamá con 31 goles a favor, mientras que el caso del descenso sería para el Athletic de Guayaquil equipo que lograría el campeonato de la Liga de Guayaquil 1932 así mismo sería el equipo que más goles en contra tendría con 42 anotaciones en contra y el equipo menos goleador del torneo con 12 goles. Subirían de la División Intermedia los cuadros del Berlín SC y LDE(G) ya que para el torneo de 1935 se jugaría con 7 equipos, la mayor goleada se la llevaría el Athletic de Guayaquil tras perder en la 5ª fecha ante el Daring por marcador de 7-2.
El Daring obtendría por primera vez el título, mientras que el Panamá obtendría su cuarto subcampeonato.

## Formato del torneo
La Liga de Guayaquil 1934 se jugó con el formato de una sola etapa y fue de la siguiente manera:
Primera Etapa (Etapa Única)
La Primera Etapa se jugaría un todos contra todos en encuentros de ida y vuelta dando un total de 10 fechas en la cual se definirá al campeón e subcampeón de la temporada a los dos equipos de mejor puntaje, en el caso del descenso bajaría el equipo de peor campaña a la división Intermedia.

## Sede
| Guayaquil        |
| ---------------- |
| Municipal        |
| Capacidad: 5 000 |
|                  |

## Equipos participantes
Estos fueron los 6 equipos que participaron en la Liga de Guayaquil de 1934.
| Equipos participantes | Equipos participantes | Equipos participantes | Equipos participantes |
| --------------------- | --------------------- | --------------------- | --------------------- |
| Athletic de Guayaquil | Italia                | Panamá                |                       |
| Daring                | Norte América         | Patria                |                       |

## Única Etapa

### Partidos y resultados
| Fecha 1               | Fecha 1   | Fecha 1          |
| Equipo Local          | Resultado | Equipo Visitante |
| --------------------- | --------- | ---------------- |
| Italia                | 2-1       | Patria           |
| Daring                | 2-2       | Panamá           |
| Athletic de Guayaquil | 1-4       | Norteamérica     |

| Fecha 2      | Fecha 2   | Fecha 2               |
| Equipo Local | Resultado | Equipo Visitante      |
| ------------ | --------- | --------------------- |
| Patria       | 0-2       | Daring                |
| Norteamérica | 4-1       | Italia                |
| Panamá       | 6-0       | Athletic de Guayaquil |

| Fecha 3               | Fecha 3   | Fecha 3          |
| Equipo Local          | Resultado | Equipo Visitante |
| --------------------- | --------- | ---------------- |
| Daring                | 1-0       | Norteamérica     |
| Athletic de Guayaquil | 2-2       | Italia           |
| Panamá                | 4-2       | Patria           |

| Fecha 4      | Fecha 4   | Fecha 4               |
| Equipo Local | Resultado | Equipo Visitante      |
| ------------ | --------- | --------------------- |
| Daring       | 2-0       | Italia                |
| Patria       | 2-3       | Athletic de Guayaquil |
| Norteamérica | 2-2       | Panamá                |

| Fecha 5      | Fecha 5   | Fecha 5               |
| Equipo Local | Resultado | Equipo Visitante      |
| ------------ | --------- | --------------------- |
| Daring       | 7-2       | Athletic de Guayaquil |
| Patria       | 4-3       | Norteamérica          |
| Italia       | 0-2       | Panamá                |

| Fecha 6      | Fecha 6   | Fecha 6               |
| Equipo Local | Resultado | Equipo Visitante      |
| ------------ | --------- | --------------------- |
| Patria       | 4-3       | Italia                |
| Panamá       | 3-0       | Daring                |
| Norteamérica | 3-2       | Athletic de Guayaquil |

| Fecha 7               | Fecha 7   | Fecha 7          |
| Equipo Local          | Resultado | Equipo Visitante |
| --------------------- | --------- | ---------------- |
| Daring                | 2-0       | Patria           |
| Italia                | 2-0       | Norteamérica     |
| Athletic de Guayaquil | 1-7       | Panamá           |

| Fecha 8      | Fecha 8   | Fecha 8               |
| Equipo Local | Resultado | Equipo Visitante      |
| ------------ | --------- | --------------------- |
| Norteamérica | 1-2       | Daring                |
| Italia       | 2-0       | Athletic de Guayaquil |
| Patria       | 6-4       | Panamá                |

| Fecha 9               | Fecha 9   | Fecha 9          |
| Equipo Local          | Resultado | Equipo Visitante |
| --------------------- | --------- | ---------------- |
| Italia                | 6-1       | Daring           |
| Athletic de Guayaquil | 0-5       | Patria           |
| Panamá                | 3-4       | Norteamérica     |

| Fecha 10              | Fecha 10  | Fecha 10         |
| Equipo Local          | Resultado | Equipo Visitante |
| --------------------- | --------- | ---------------- |
| Athletic de Guayaquil | 1-4       | Daring           |
| Norteamérica          | 4-2       | Patria           |
| Panamá                | 3-1       | Italia           |

### Tabla de posiciones
|  |                      |    | Equipo                | PJ | PG | PE | PP | GF | GC | DG  | PTS |
|  | -------------------- | -- | --------------------- | -- | -- | -- | -- | -- | -- | --- | --- |
|  | Bandera de Guayaquil | 1. | Daring                | 10 | 7  | 1  | 2  | 23 | 15 | +8  | 15  |
|  |                      | 2. | Panamá                | 10 | 6  | 2  | 2  | 31 | 12 | +20 | 14  |
|  |                      | 3. | Norte América         | 10 | 5  | 1  | 4  | 23 | 19 | +4  | 11  |
|  |                      | 4. | Italia                | 10 | 4  | 1  | 5  | 18 | 18 | 0   | 9   |
|  |                      | 5. | Patria                | 10 | 4  | 0  | 6  | 26 | 27 | -1  | 8   |
|  |                      | 6. | Athletic de Guayaquil | 10 | 1  | 1  | 8  | 12 | 42 | -30 | 3   |

 Pts=Puntos; PJ=Partidos jugados; G=Partidos ganados; E=Partidos empatados; P=Partidos perdidos; GF=Goles a favor; GC=Goles en contra; Dif=Diferencia de gol
|  | Campeón anual.                   |
|  | Vicecampeón anual                |
|  | Descendió a la Serie Intermedia. |

### Campeón
|                    |
| Daring 1.er Título |